# 신선봉유적
신선봉유적(神仙峰遺蹟)은 대전광역시 동구 비룡동에 있는 삼국시대의 유적이다. 1995년 2월 27일 대전광역시의 기념물 제32호로 지정되었다.

## 개요
대전시 동구 비룡동 신성봉 정상에 이 유적은 돌을 쌓아 만든 둘레 120m의 산성이다.
동·서·북벽은 무너져 내렸으나, 남벽은 1.5∼2m 높이의 벽이 남아있다. 평탄한 지형이 거의 없는 유적 내부에는 기이하게 생긴 큰 바위들이 흩어져 있으며, 각종 글을 새긴 흔적을 볼 수 있는데, 산성의 기능으로 만들었다기보다 신앙 등 특수 목적으로 사용하기 위한 것으로 생각된다.
글들은 조선시대의 것으로 짐작되나 유적 내에서 오래된 토기 파편들이 발견되는 점으로 미루어 볼 때 그 유래는 삼국시대로 올라갈 것으로 추정된다.

## 참고 자료
- 신선봉유적 - 국가유산청 국가유산포털